# Contea di Derby-West Kimberley
La contea di Derby-West Kimberley è una delle quattro Local Government Areas che si trovano nella regione di Kimberley, in Australia Occidentale. Essa si estende su di una superficie di circa 102 706 chilometri quadrati ed ha una popolazione di 7 730 abitanti. Nella contea vi sono circa 70 comunità di aborigeni australiani.
L'economia della contea si basa principalmente sul turismo, sulla pesca e sull'allevamento di bestiame e pecore.